# Ergosféra

Ilustrace ergosféry

Ergosféra je označení pro oblast, která se nachází kolem černé díry. Vyskytuje se okolo černých děr, které mají nenulový úhlový moment hybnosti. Tvarem se jedná o toroidální oblast ležící vždy nad vnějším horizontem černé díry, která se na ose symetrie napojuje na vnější horizont. Černá díra do ergosféry uvolňuje energii, která by se dala v budoucnu využít, pro zrychlování raket, které cestují do kosmu. Energii z ergosféry přijímají také tělesa, která prolétají kolem černé díry a tím zrychlují na větší rychlost, než byla jejich původní. Ergosféra černé díry by se také dala využít k vyrobení gravitační bomby.

## Popis
Jednoduše ji lze popsat jako oblast pod plochou tzv. statické limity, na které dosahuje rychlost rotace okolního časoprostoru rychlosti světla, neboli, okolní prostoročas je strháván na této ploše rychlostí světla. Pod touto plochou pak je strhávání okolního prostoročasu větší než rychlost světla. Nad ní naopak s rostoucí vzdáleností rychlost strhávání klesá. Jakýkoliv objekt je tedy při pádu na černou díru v rotaci strháván. Od plochy statické limity – ergosféry – až po vnější horizont neexistuje žádný objekt, který by mohl být nerotujícím vzhledem k pozorovateli v nekonečnu. Jeho pohyb je vždy korotující – stržen ve směru rotace.
Oblast vnějšího horizontu událostí, ale uvnitř plochy statické limity je nazývána ergosférou (z řeckého ergon znamenající práce). Částice padající do ergosféry je donucena rotovat rychleji a tedy získává na energii. Protože jsou však stále nad vnějším horizontem, mohou ještě černou díru opustit. Tento proces pak má charakter vyzařování energetických částic a teoreticky umožňuje extrakci energie z rotující černé díry.
Možnost extrahovat rotační energii z rotující černé díry navrhl poprvé Roger Penrose v roce 1969 a tak je tento proces nazýván Penroseův proces.